# Uno Mereste
Uno Mereste (Tallinn, 27 mei 1928 - 6 december 2009) was een Ests econoom en politicus van de liberale "Hervormingspartij".
Mereste studeerde financiële wetenschappen aan de Technische Universiteit Tallinn en vervolgens aardrijkskunde aan de universiteit van Tartu.
Hij werkte mede aan de herinvoering van de Estische kroon in 1992 en werd voorzitter van de raad van bestuur van de Bank van Estland. Mereste was in 1994-1997 lid van de gemeenteraad van Tallinn en was van 1992 tot 1997 lid van het parlement van Estland, waar hij lid was van de  commissie wetgeving. Mereste doceerde aan de "Estonian Business School". 

## Werken
- "Rahvastikuteadus ja rahvaloendus", Eesti Raamat 1969
- "Süsteemkäsitlus", Valgus 1987
- "Majandusanalüüsi teooria", Valgus 1987
- "Mis on isemajandamine", Eesti Raamat 1989, ISBN 5450005490
- "Oskuskeel ja seaduste keeleline rüü", Eesti Keele Sihtasutus 2001, ISBN 9985928431
- "Õigusloome radadel", Juura 2001, ISBN 9985750667
- "Majandusleksikon (1. ja 2. osa)", Eesti Entsüklopeediakirjastus 2003, ISBN 9985701305, ISBN 9985701313
- "Elamisväärse iseseisvuse taastamisel", Festart 2003, ISBN 9985936183
- "Toimunust ja kaasaelatust" (1. ja 2. osa), SE & JS 2003 ja 2004
- "Herilaspesa", SE & JS 2005, ISBN 9985854705
- "Riigikogu ja Eesti Panga aastad", SE & JS 2008 ISBN 9789985854853
- "Vihmapiisad", SE & JS 2009 ISBN 9789985854938